# John Cusack
John Paul Cusack, född 28 juni 1966 i Evanston i Illinois, är en amerikansk skådespelare. Han är bror till Joan Cusack och son till skådespelaren Dick Cusack. Han har bland annat spelat framträdande roller i filmerna Snacka går ju... (1989), Con Air (1997), Den tunna röda linjen (1998), I huvudet på John Malkovich (1999) och High Fidelity (2000).

## Biografi
John Cusack kommer från en irländsk-amerikansk familj. Hans far Richard "Dick" Cusack arbetade inom reklambranschen innan han startade sitt eget filmproduktionsbolag som främst producerade dokumentärer. Han skrev även filmmanus, bland annat till TV-filmen The Jack Bull (där John spelade huvudrollen). Hans mor Nancy Cusack var historielärare.
Föräldrarna var politiskt engagerade, något som påverkade Cusack starkt under hans uppväxt. Han är uttalad liberal och öppet kritisk mot den före detta Bush-administrationen och krigen i Afghanistan och Irak. Cusack stöttade Barack Obamas kampanj vid presidentvalen 2008 och 2012.
John Cusack har fyra syskon varav tre är skådespelare; Joan Cusack, Ann Cusack, Bill Cusack och Susie Cusack. 
Han började sin skådespelarkarriär i teatersällskapet Piven Theatre Workshop, som startades och drevs av föräldrarna till Entourage-skådespelaren och Johns barndomsvän, Jeremy Piven. Cusack började sin skådespelarkarriär redan i tidiga tonåren och räknas av vissa som en del av Bratpack. 
Han gjorde debut som 16-åring i filmen Class 1983. Han gjorde sin första huvudroll som 19-åring i filmen The Sure Thing men fick sitt stora genombrott i kultklassikern Snacka går ju... 1989. Efter ett antal filmer där han spelat typiska tonårsroller gjorde han sin första "vuxna roll" i den svarta komedin Svindlarna 1990, mot Anjelica Huston och Annette Bening, vilket gav honom fina recensioner.
John Cusack startade produktionsbolaget New Crime Productions, tillsammans med vännerna Steve Pink och D.V. DeVincentis. Tillsammans har de producerat Grosse Pointe Blank (1997), Fear and Loathing in Las Vegas (1998), The Jack Bull (1999) (TV-film), Grace Is Gone (2007), War, Inc. (2008), Hot Tub Time Machine (2010) samt ett antal teateruppsättningar.
John Cusack har även skrivit manus till filmerna High Fidelity, Grosse Point Blank och War, Inc..
Cusack har ofta ett finger med i valet av musik till de filmer han medverkar i, bland annat Grosse Pointe Blank, High Fidelity och War, Inc. Han brukar även ha med posters, t-shirts och andra prylar med sina favoritband på i filmerna, exempelvis The Clash, The Specials och The Ramones. År 2014 gestaltade han även Brian Wilson i filmen Love & Mercy.
Cusack är mycket sportintresserad och har i flera filmer porträtterat baseballspelare eller baseballfan. Bland annat i Better Off Dead... (1985), Eight Men Out (1988), I skuggan av en hemlighet (1989) och i Martian Child (2007). Han är både ett Chicago Cubs- och Chicago White Sox-fan.

### Samarbeten
Hans syster, Joan Cusack har medverkat i 10 filmer med sin bror: Class (1983), Födelsedagen (1984), Grandview, U.S.A. (1984), Broadcast News (1987), Snacka går ju... (1989), Grosse Pointe Blank (1997), Cradle Will Rock (1999), High Fidelity (2000), Martian Child (2007) och War, Inc. (2008). 
Skådespelaren Tim Robbins har medverkat i sex filmer tillsammans med Cusack: The Sure Thing (1985), Tapeheads (1988), Bob Roberts (1992), The Player (1992), Cradle Will Rock (1999) och High Fidelity (2000). 
Även hans barndomsvän Jeremy Piven har medverkat i tio filmer med honom: One Crazy Summer (1986), Elvis Stories (1989), Snacka går ju... (1989), The Player (1992), Floundering (1994), Svindlarna (1990), Grosse Pointe Blank (1997), Serendipity (2001) och Runaway Jury (2003).
John Cusack är bästa vän med Scrubs-skådespelaren John C. McGinley och de har medverkat i flera filmer tillsammans, bland annat i I skuggan av en hemlighet (1989), The Jack Bull (1999) och Identity (2003).
Har gjort två filmer med den svenska filmregissören Mikael Håfström, 1408 (2007) och Shanghai (2010).

## Filmografi i urval
- 1983 – Jonathans frestelse
- 1984 – Födelsedagen
- 1985 – En säker tjej
- 1985 – Bättre död än levande
- 1985 – Natty Gann och varghunden
- 1986 – One Crazy Summer
- 1986 – Stand by Me
- 1987 – Trassel i tropikerna
- 1987 – Broadcast News - nyhetsfeber
- 1988 – Filmsnubbar, afrikagubbar och hemska svenskar
- 1988 – De svek Amerika
- 1989 – Snacka går ju...
- 1989 – I skuggan av en hemlighet
- 1990 – Svindlarna
- 1991 – True Colors
- 1991 – Skuggor och dimma
- 1992 – Map of the Human Heart
- 1992 – Bob Roberts
- 1993 – Money for Nothing
- 1994 – Kulregn över Broadway
- 1994 – Dr. Kelloggs kur
- 1996 – Maktspel
- 1997 – Grosse Pointe Blank
- 1997 – Con Air
- 1997 – Chicago Cab
- 1997 – Anastasia (röst)
- 1997 – Midnatt i ondskans och godhetens trädgård
- 1998 – Den tunna röda linjen
- 1999 – The Jack Bull (TV-film)
- 1999 – Allt under kontroll
- 1999 – Cradle Will Rock
- 1999 – I huvudet på John Malkovich
- 2000 – High Fidelity
- 2001 – America's Sweethearts
- 2001 – Om ödet får bestämma
- 2002 – Max
- 2003 – Identity
- 2003 – De utvalda
- 2005 – Matte söker husse
- 2005 – Ice Harvest
- 2006 – The Contract
- 2007 – Grace Is Gone
- 2007 – 1408
- 2007 – Martian Child
- 2008 – War, Inc.
- 2008 – Igor (röst)
- 2009 – 2012
- 2010 – Hot Tub Time Machine
- 2010 – Shanghai
- 2012 – The Raven
- 2012 – The Paperboy
- 2012 – The Factory
- 2013 – The Numbers Station
- 2013 – The Frozen Ground
- 2013 – The Butler
- 2013 – Grand Piano
- 2014 – The Prince
- 2014 – Maps to our Stars
- 2014 – Love & Mercy
- 2014 – Reclaim
- 2015 – Dragon Blade
- 2015 – Hot Tub Time Machine 2 (cameo)
- 2015 – Chi-Raq
- 2016 – Cell